# Coccidencyrtus blanchardi
Coccidencyrtus blanchardi is een vliesvleugelig insect uit de familie Encyrtidae. De wetenschappelijke naam is voor het eerst geldig gepubliceerd in 1954 door De Santis.